# Гиперболичность в смысле Громова
Гиперболичность в смысле Громова или {\displaystyle \delta }-гиперболичность — глобальная характеристика метрического пространства, грубо говоря, напоминающая отрицательность кривизны; в частности пространство Лобачевского гиперболично в смысле Громова. 
Гиперболичность в смысле Громова в основном применяется  в геометрической теории групп.
Она даёт удобную геометрическую интерпретацию для групп малого сокращения.

## Определение
Пространство {\displaystyle X} является {\displaystyle \delta }-гиперболичным  если для любых точек {\displaystyle x,y,z\in X} выполнялось
{\displaystyle (x,z)_{p}\geqslant \min {\big \{}(x,y)_{p},(y,z)_{p}{\big \}}-\delta ,}
где {\displaystyle (x,y)_{p}} обозначает произведение Громова:
{\displaystyle (y,z)_{x}={\frac {1}{2}}{\big (}|x-y|_{X}+|x-z|_{X}-|y-z|_{X}{\big )}.}
Последнее неравенество эквивалентно выполнению
{\displaystyle |p-q|_{X}+|x-y|_{X}\leqslant \max\{|p-x|_{X}+|q-y|_{X},|p-y|_{X}+|q-x|_{X}\}+2\cdot \delta }
для любых точек {\displaystyle p,q,x,y\in X}.
Есть много других определений (иногда отличающихся изменением {\displaystyle \delta } в несколько раз).
Например следующее: если пространство {\displaystyle X} геодезическое, то это условие эквивалентно тому, что для любых точек x, y, z пространства отрезок геодезической [xy] лежит в {\displaystyle \delta }-окрестности объединения [xz] и [yz].
Иными словами — на кратчайшей [xy] найдётся точка t такая, что [xt] лежит в {\displaystyle \delta }-окрестности [xz], а [ty] лежит в {\displaystyle \delta }-окрестности [zy].

## Свойства
- Гиперболичность является инвариантом квазиизометричных преобразований. Благодаря этому, гиперболичность группы не зависит от выбора системы образующих, использованной для задания словарной метрики.
- Если пространство содержит изометричную копию {\displaystyle \mathbb {R} ^{2}}, оно не может быть гиперболичным. В частности, декартово произведение почти никогда[прояснить] не может быть гиперболическим.
- Инъективная оболочка {\displaystyle \delta }-гиперболического пространства {\displaystyle \delta }-гиперболическая.[1]
  - В частности, любое {\displaystyle \delta }-гиперболическое пространство изометрично подмножеству в геодезическом {\displaystyle \delta }-гиперболическом пространстве.

## Примеры
- Любое компактное пространство гиперболично.
- Любое дерево является 0-гиперболическим пространством.
- Плоскость Лобачевского гиперболична в смысле Громова. Полагая, что кривизна равна {\displaystyle -1} плоскость Лобачевского является {\displaystyle \ln(2)}-гиперболической (в смысле четырёхточеного определения).
  - Более того, любое {\displaystyle \mathrm {CAT} (-1)} пространство {\displaystyle \ln(2)}-гиперболично.